# Werner Haubenburger
Werner Haubenburger (* 8. Dezember 1941) ist ein österreichischer Politiker (Team Stronach, ehemals ÖVP) und gehörte von der 12. bis zur 15. Legislaturperiode dem Wiener Landtag und Gemeinderat an.

## Leben
Haubenburger arbeitete als Radio- und Fernsehtechniker. Er war Gremialvorsteher des Wiener Elektrohandels und Bundesberufsgruppenobmann der Video- und Fernsehtechniker. 
Von 1978 bis 1996 gehörte Haubenburger für die ÖVP dem Wiener Landtag und Gemeinderat an. Im Oktober 2012 wechselte er von der ÖVP zu Team Stronach.

## Auszeichnungen
Haubenburger erhielt den Titel eines Kommerzialrates. Ihm wurde unter anderem das Silberne Ehrenzeichen für Verdienste um die Republik Österreich verliehen. 2003 erhielt er das Große Goldene Ehrenzeichen für Verdienste um die Republik Österreich. Des Weiteren ist er Ehrenmitglied des Landesverbandes Wien des Österreichischen Kameradschaftsbundes.